# Число пластичности
Число пластичности Ip, % — характеристика грунтов, отражающая их способность удерживать воду. Вычисляется как разность между пределами текучести и раската, то есть это процентное содержание воды, которое придётся добавить к грунту, чтобы он из пластичного состояния перешел в текучее. На основе числа пластичности базируется классификация глинистых грунтов.
- Ip=1-7 — супесь.
- Ip=7-12 — лёгкий суглинок
- Ip=12-17 — тяжёлый суглинок
- Ip=17-27 — лёгкая глина
- Ip > 27 — тяжёлая глина

| Наименование пылевато-глинистого грунта | Число пластичности | Число пластичности |
| супесь                                  | 0,01 ≤ IP ≤ 0,07   |                    |
| суглинок                                | 0,07 < IP ≤ 0,17   |                    |
| глина                                   | IP > 0,17          |                    |